# Aratinga
Aratinga és un gènere d'ocells de la família dels psitàcids que habita zones forestals més o menys tancades de l'àrea Neotropical. El seu nom vulgar, aratinga, també s'ha utilitzat per designar espècies properes que no pertanyen a aquest gènere, com ara l'aratinga nandai (Nandayus nenday).
La major part tenen un color predominantment verd, encara que alguns són grocs o taronja. Són ocells socials que a la natura es veuen en grups.
Pertanyen al grup que s'ha denominat «lloros de cua llarga» i moltes de les seves espècies són utilitzades en avicultura. De vegades han fugit del captiveri, i s'han establert de manera més o menys estable, molt lluny de llur àrea natural de distribució, com ara als Països Catalans, on hi ha petites poblacions reproductores d'aratinga mitrada, d'aratinga de cap blau i d'aratinga de màscara roja.

## Llista d'espècies
Tradicionalment es considerava dins aquest gènere fins a 20 espècies. Moltes d'elles són ubicades avui a altres gèneres com ara Eupsittula, Guaruba, Leptosittaca, Ognorhynchus i Psittacara. Actualment s'hi inclouen 6 espècies:
- aratinga de cap turquesa (Aratinga weddellii).
- aratinga nyandai (Aratinga nenday).
- aratinga sol (Aratinga solstitialis).
- aratinga sulfúria (Aratinga maculata).
- aratinga jandaia (Aratinga jandaya).
- aratinga frontdaurada (Aratinga auricapillus).

Jean-Baptiste Labat descriu una població de petits lloros que vivien a l'Illa de Guadalupe, proposant-la, amb poques proves, com una espècie independent, l'aratinga de Guadalupe (Aratinga labati). No hi ha restes biològics d'aquesta espècie i la situació es considera hipotètica.